# Ковьелло
Ковье́лло (итал. Coviello, фр. Covielle) — персонаж-маска итальянской комедии дель арте, первый дзанни, южный вариант Бригеллы. Представляет южный (или неаполитанский) квартет масок, наряду с Тартальей, Скарамучча и Пульчинеллой.
Имя маски произошло от Iacoviello, неаполитанского произношения имени Giacomino, Яковьелло Джакометто — так звали одного из создателей этой маски.
- Происхождение: бывший крестьянин, уроженец Кавы или Ачерры (древних городов близ Неаполя), говорящий на ярком неаполитанском диалекте.
- Занятие: слуга.
- Костюм: носит обтягивающий костюм, но иногда может быть одет в простые панталоны и жилет; часто с мечом и палкой для колотушек за поясом; носит шляпу с перьями.
- Маска: красного цвета, с длинным, похожим на клюв носом; часто носит очки.
- Поведение: всегда действует хитростью, напором, ловкой выдумкой, умом; много гримасничает, танцует и играет на мандолине или гитаре.

Маска сформировалась к концу XVI века и была типичной для Южной Италии. Попытка перенести её на север оказалась неудачной, так как потеряла свою узнаваемость и южный темперамент; сохранив лишь внешнюю форму, маска стала бесстыдной и непристойной. Однако неожиданное развитие она получила во Франции, где эту маску увидел Мольер и использовал в своей комедии «Мещанин во дворянстве».
Среди исполнителей роли выделялся высоким мастерством актёр Амброджо Буо́номо. Одним из самых известных Ковьелло был итальянский художник Сальватор Роза, на основе этой маски он создал своего персонажа сеньора Фо́рмику. Именно Сальватор Роза разнообразил роль пением и виртуозной игрой на гитаре. Но созданный им образ был излишне политизирован и долго не просуществовал. Недостатком большинства исполнителей роли Ковьелло было то, что они не выдерживали целостность образа, часто придавая ему черты других масок, в частности Пульчинеллы.

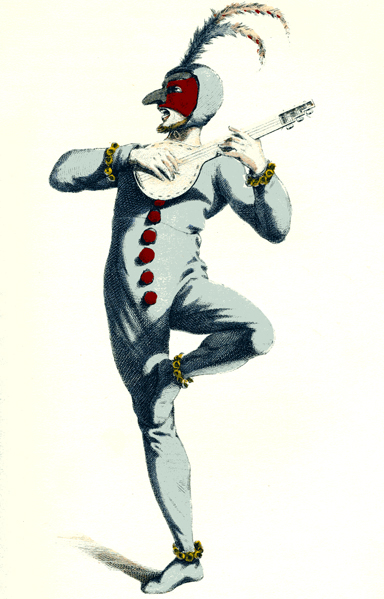
Ковьелло, рисунок Мориса Санда, 1860
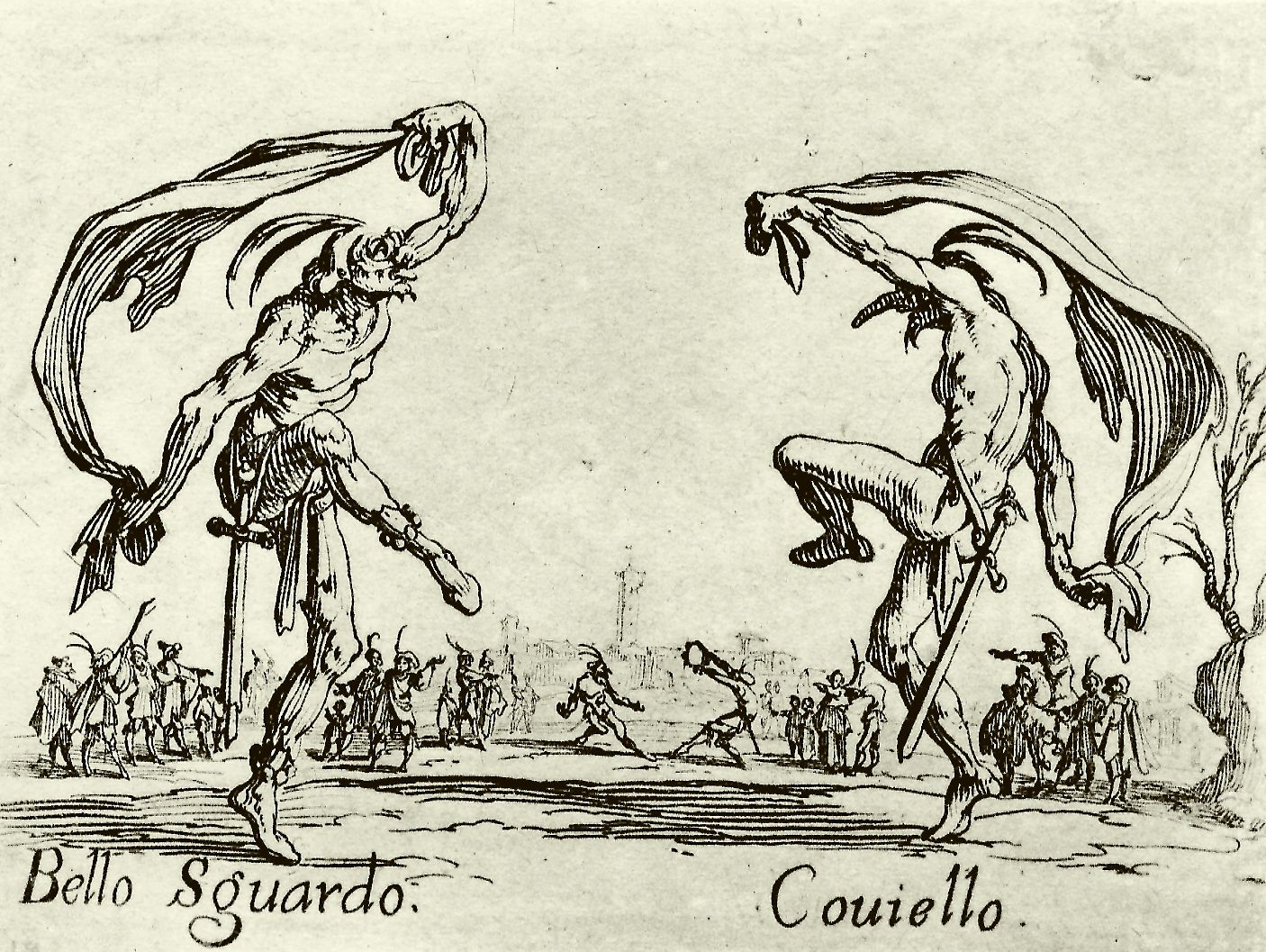
Ковьелло (справа), рисунок Ж. Калло (первая половина  XVII века)
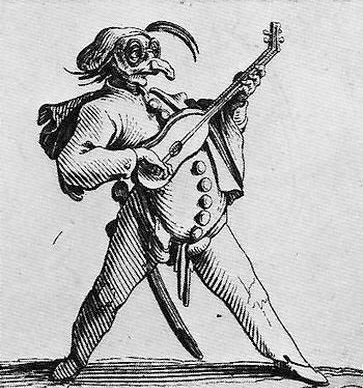
Дзанни, рисунок Ж.Калло (начало  XVII века)
Ковьелло. Итальянская гравюра XVII века